# Silfverlåås
Silfverlåås var en svensk adelsätt.

## Historik

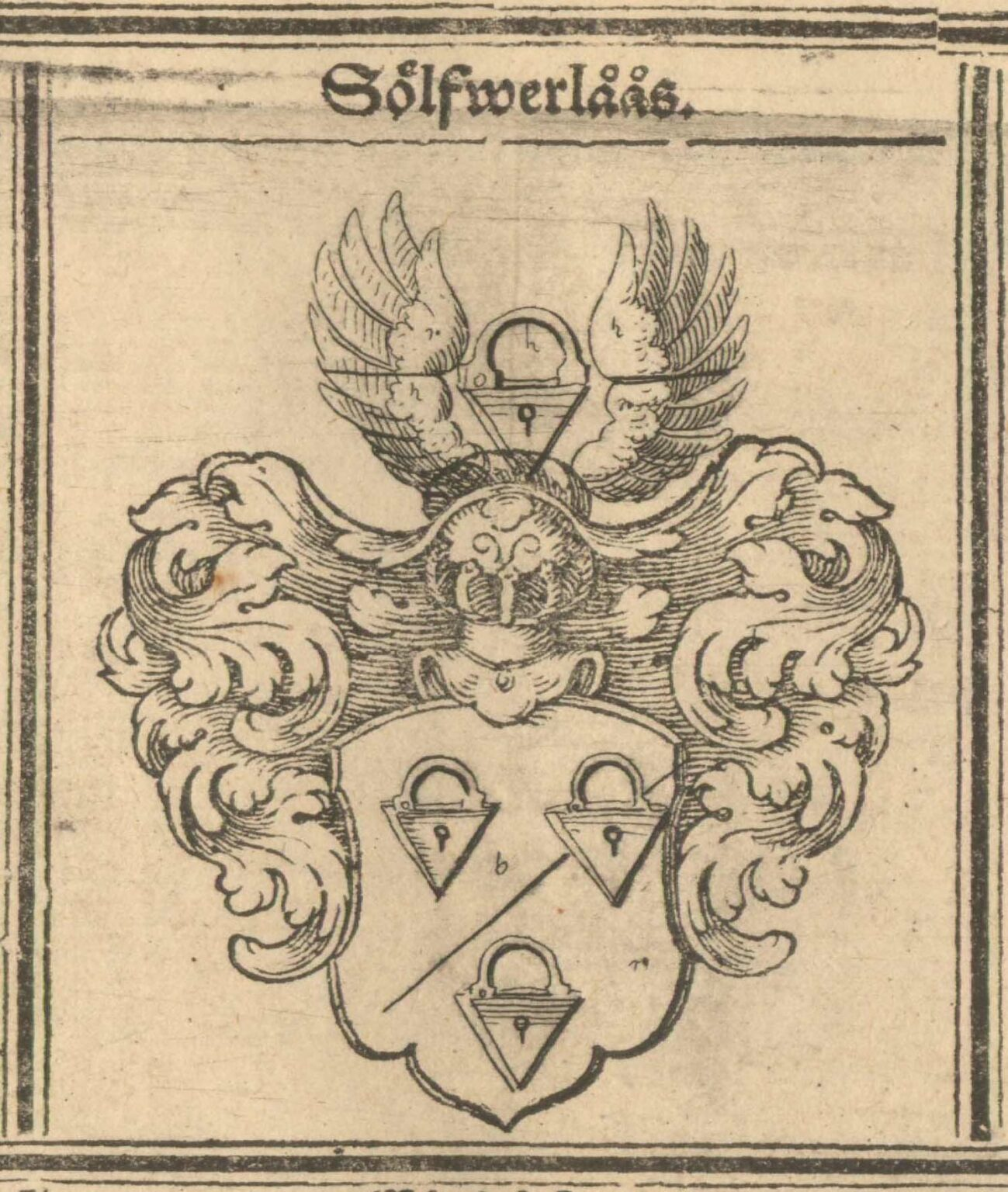
Silfverlåås i Heinrich Keysers vapenbok från 1650.

Ättens stamfader Peter Verklaes inkom från Holland och nedsatte sig som borgare i Kalmar. Död före 1601. Gift med en Brita, som efterlevde. Hans son Hans Verklaes till Törnerum i Ryssby socken, var en förmögen och betydande man i Kalmar. Borgmästare där 1630, men nödgades för kiv och tvist med rådet avträda från borgmästarämbetet 1641. Insattes åter av regeringen till borgmästare 1644-11-09, fastän han av rådet nekades tjänstgöra och avsattes av landshövdingen 1649. Han adlad 1647-03-18 (introd. s. å. under nr 377). Han avled 1654 och begravdes i Kalmar. Gift 1:o 1607 med Maria Jönsdotter (1558-1632). Gift 2:o 1633 med Helena Nilsdotter (död 1653).
Hans Silfverlåås söner kom att arbeta som militärer.
Ätten utslocknade på svärdssidan tidigast 1942, men före 1948-12-30. Samt på spinnsidan 1998-02-15.

## Medlemmar i släkten Silfverlåås
- Hans Silfverlåås (1665–1731), borgmästare.[2]
  - Gustaf Silfverlåås (död 1704), kapten.[2]
  - Peter Silfverlåås (1645–1704), ryttmästare.[2]
    - Carl Gustaf Silfverlåås (1673–1733), överste.[2]
      - Gustaf Gabriel Silfverlåås (1723–1754), löjtnant.[2]

    - Peter Silfverlåås (död 1709), fänrik.[2]

  - Hans Silfverlåås (död 1700), major.[2]
    - Carl Adam Silfverlåås (1679–1704), löjtnant.[2]
    - Johan Gustaf Silfverlåås (1679–1736), kapten.[2]
      - Hans Gustaf Silfverlåås (1718–1795), major.[2]
      - Otto Silfverlåås (1719–1798), ryttmästare.[2]
      - Carl Adam Silfverlåås (1721–1788), kapten.[2]
      - Anders Silfverlåås (1726–1787), löjtnant.[2]

  - Jonas Silfverlåås, kornett.[2]